# ليتربوكسد
ليتربوكسد هو موقع ويب من نوع خدمة شبكة اجتماعية أنشئ في 2011.

## وصلات خارجية
- الموقع الرسمي